# Денисенко, Андрей Сергеевич
Денисенко Андрей Сергеевич (род. 1 января 1973, Днепропетровск) — украинский политик, Народный депутат Украины VIII созыва.

## Образование
- 1995 год — окончил исторический факультет Днепропетровского государственного университета.[1]

## Карьера
- Первое место работы: Днепропетровская областная организация КУН — руководитель.[2]
- После раскола в «Народном Рухе» возглавил городскую организацию партии «Реформы и Порядок».[3]
- 2006 год — поссорился с однопартийцами и создал свою, так называемую, «группу Денисенко».
- Январе 2006 года — был исключен из ПРП.
- Ноябре 2006 года — вместе с несколькими другими общественниками создаёт общественную организацию Гражданский актив Днепропетровска (ГРАД).
- Январе 2011 года — стал членом Всеукраинского объединения «Свобода». Баллотируется в Верховную Раду Украины.
- Февраль 2011 года — принимал активное участие в штурме Днепропетровской областной администрации. Был объявлен в розыск.
- Февраля 2014 года — возглавил областную организацию движения Правый сектор.
- Сентябрь 2014 года — баллотируется по округу № 26 (Шевченковский район, Днепропетровск) в Верховную Раду Украины.
- С ноября 2014 года — народный депутат Верховной Рады Украины VIII созыва.[4]
- 1 ноября 2018 года были введены российские санкции против 322 граждан Украины, включая Андрея Денисенко[5].

## Членство в депутатских группах
- Член Комитета Верховной Рады Украины по вопросам правовой политики и правосудия[6]

## Семья
- Жена — Корсун Татьяна Анатольевна.
- Дочь — Денисенко Дарья Андреевна.[7]